# George Hamilton (calciatore)
George Hamilton (Irvine, 7 dicembre 1917 – Aberdeen, 22 maggio 2001) è stato un calciatore scozzese.

## Carriera

### Club
George Hamilton, iniziò la sua carriera professionistica nel 1937, giocando per una stagione nel Queen of the South.
Nel 1938 si trasferì all'Aberdeen, dove rimase per 17 anni, con l'unica eccezione della stagione 1947-1948, giocata nelle file degli Hearts. Con l'Aberdeen vinse la Scottish Cup 1946-1947 (dove segnò il gol del temporaneo 1-1 nella finale contro l'Hibernian) e la Scottish Division A 1954-1955.
Chiuse la carriera nel 1955 negli Hamilton Academical, in seconda serie.

### Nazionale
Con la nazionale scozzese disputò 5 incontri, mettendo a segno 4 reti. Esordì in nazionale il 27 novembre 1946, disputando la gara contro l'Irlanda del Nord valido per il Torneo Interbritannico 1947. Cinque anni più tardi, il 20 maggio 1951, al suo secondo incontro con la Scozia mise segno la sua prima rete in nazionale, realizzando addirittura una tripletta nell'amichevole contro il Belgio.
Partecipò al mondiale di calcio, nel 1954 in Svizzera, senza mai scendere in campo.

## Statistiche

### Cronologia presenze e reti in nazionale
| Cronologia completa delle presenze e delle reti in nazionale ― Scozia | Cronologia completa delle presenze e delle reti in nazionale ― Scozia | Cronologia completa delle presenze e delle reti in nazionale ― Scozia | Cronologia completa delle presenze e delle reti in nazionale ― Scozia | Cronologia completa delle presenze e delle reti in nazionale ― Scozia | Cronologia completa delle presenze e delle reti in nazionale ― Scozia | Cronologia completa delle presenze e delle reti in nazionale ― Scozia | Cronologia completa delle presenze e delle reti in nazionale ― Scozia |
| Data                                                                  | Città                                                                 | In casa                                                               | Risultato                                                             | Ospiti                                                                | Competizione                                                          | Reti                                                                  | Note                                                                  |
| --------------------------------------------------------------------- | --------------------------------------------------------------------- | --------------------------------------------------------------------- | --------------------------------------------------------------------- | --------------------------------------------------------------------- | --------------------------------------------------------------------- | --------------------------------------------------------------------- | --------------------------------------------------------------------- |
| 27-11-1946                                                            | Glasgow                                                               | Scozia                                                                | 0 – 0                                                                 | Irlanda del Nord                                                      | Torneo Interbritannico 1947                                           | -                                                                     |                                                                       |
| 20-5-1951                                                             | Bruxelles                                                             | Belgio                                                                | 0 – 5                                                                 | Scozia                                                                | Amichevole                                                            | 3                                                                     |                                                                       |
| 27-5-1951                                                             | Ginevra                                                               | Austria                                                               | 4 – 0                                                                 | Scozia                                                                | Amichevole                                                            | -                                                                     |                                                                       |
| 5-5-1954                                                              | Glasgow                                                               | Scozia                                                                | 1 – 0                                                                 | Norvegia                                                              | Amichevole                                                            | 1                                                                     |                                                                       |
| 19-5-1954                                                             | Oslo                                                                  | Norvegia                                                              | 1 – 1                                                                 | Scozia                                                                | Amichevole                                                            | -                                                                     |                                                                       |
| Totale                                                                |                                                                       | Presenze                                                              | 5                                                                     |                                                                       | Reti                                                                  | 4                                                                     |                                                                       |

## Palmarès

### Club

#### Competizioni nazionali
- Campionato scozzese: 1

Aberdeen: 1954-1955
- Coppa di Scozia: 1

Aberdeen: 1946-1947